# Де ла Мата, Висенте
Висенте де ла Мата (исп. Vicente de la Mata; 15 января 1918 — 4 августа 1980) — аргентинский футболист, нападающий, выступал за сборную Аргентины. Один из легенд клуба «Индепендьенте», в котором он составлял знаменитый трезубец с Арсенио Эрико и Антонио Састре.

## Карьера
Висенте де ла Мата родился 15 января 1918 года в квартале Таблада города Росарио.
Он начал свою карьеру в детской команде его родного города «Сентраль Кордова». В 1936 году он дебютирует во взрослой команде клуба, получая 200 песо и ещё 150 песо за игру.
Уже в 19 лет юного футболиста приглащают в сборную Аргентины, для выступления на Чемпионате Южной Америки, в финальном матче 31 января, в котором сборной Аргентине противостояла Бразилия де ла Мата забивает 2 мяча в дополнительное время, принеся своей команде победу.
После успеха на южноамериканском первенстве, де ла Матой заинтересовались ведущие клубы, и он, в 1937 году перешёл в «Индепендьенте», за который он выступал до 1950 года, забив 151 гол в 362 проведённых матчах и выиграл три чемпионата Аргентины. В «Индепендьенте» де ла Мата был составной частью знаменитого нападения клуба, вместе с Арсенио Эрико и Антонио Састре, эти три футболиста, забили в 66 матчах 216 мячей (3,3 гола за матч).
В сборной Аргентины де ла Мата провёл 13 матчей, в которых забил 6 мячей, выиграв 3 чемпионата Южной Америки.
После ухода из Индепендьенте, де ла Мата провёл 2 сезона в «Ньюэллс Олд Бойзе», где забил лишь 1 мяч, а затем, завершил карьеру.
Умер де ла Мата 4 августа 1980 от легочной эмфиземы.

## Достижения

### Командные
- Чемпион Южной Америки: 1937, 1945, 1946
- Чемпион Аргентины: 1938, 1939, 1948

### Личные
- Лучший игрок чемпионата Южной Америки: 1937